# Réserve de biosphère du Mont-Riding
La réserve de biosphère du Mont-Riding (en anglais : Riding Mountain Biosphere Reserve, RMBR) est une réserve de biosphère située dans la province de Manitoba au Canada. Elle a été désignée par l'Unesco en 1986.

## Géographie et population
La réserve est située à 300km de Winnipeg et à 100km de Brandon, dans les prairies canadiennes, dans la région de Parkland.
Elle possède une surface totale de 1 331 000 ha. Son aire centrale est constituée du parc national du Mont-Riding. Sa zone de transition comprend douze municipalités (depuis janvier 2015) et quatre réserves indiennes. La réserve jouxte le lac Dauphin.
La réserve est principalement rurale, couverte par de la forêt de peupliers faux-trembles.
En 2011, la population dans la zone de transition s'élevait à 29 758 habitants. La réserve est notamment habitée par le peuple Ojibwa ainsi que des populations ayant des origines ukrainienne, anglaise, française et scandinave.

## Histoire et gestion
La réserve a été créée en 1986, soit 53 ans après le parc national.
Elle est gérée par un comité composé de représentants municipaux, d'élus et de représentants de premières nations.

## Biodiversité
Concernant la mammofaune, il est à noter la présence de l'ours noir, du bison américain, du loup gris, du coyote ainsi que le castor.